# Spera Cove
Die Spera Cove (englisch für polnisch Zatoka Spery) ist eine Bucht von King George Island im Archipel der Südlichen Shetlandinseln. Sie liegt südöstlich des Point Hennequin und des Basalt Point.
Polnische Wissenschaftler benannten sie 1980 nach Kommodore Marian Spera, Leiter der Seeoperationen bei der von 1978 bis 1979 durchgeführten polnischen Antarktisexpedition.